# Distrito de Sachaca

Mapa de la provincia de Arequipa en el Departamento de Arequipa, Perú.

El distrito de Sachaca es uno de los 29 distritos que conforman la provincia de Arequipa en el departamento de Arequipa, bajo la administración del Gobierno regional de Arequipa, en el sur del Perú,.
Desde el punto de vista jerárquico de la Iglesia católica forma parte de la arquidiócesis de Arequipa.

## Historia
El Distrito, con la categoría de Villa, data de 1963, mediante Ley:

El Presidente de la República por cuanto el Congreso ha dado la Ley siguiente: Artículo único elevándose a la categoría de Villa a los pueblos de Cayma, Characato, Pocsi y Sachaca, capitales respectivamente de los Distritos de sus nombres, en la Provincia y Departamento de Arequipa.

En 1834 ya era considerado Distrito.
Creado en la época de la Independencia, con la dación de la primera Constitución Política del Perú el 12 de noviembre de 1823, tomando de base la jurisdicción que administraba la parroquia del curato de Tío o Sachaca.
El curato de Sachaca que en principio se llamó Curato de Tío, se fundó en 1776 dos años después que el de Tío Viejo, tal como lo llaman al actual pago de Tío (actual territorio de los anexos de Tío Grande y Tío Chico).
Ley publicada en el diario El Peruano número tres del día martes 6 de enero de 1857, con el siguiente tenor:
Ministerio de Gobierno Justicia y Culto: El Libertador Don Ramón Castilla Presidente Provisorio de la República, por cuanto la Convención Nacional ha dado la ley siguiente:

ART. 1.- De conformidad con la Ley Orgánica del 29 de noviembre de 1856 último, habrá Municipalidades y los lugares y con el número de miembros expresados a continuación: Provincia de Arequipa, el Cercado con los siguientes Distritos: Yanahuara, Cayma, SACHACA, Tiabaya, Paucarpata, Socabaya, Characato y otros, deben contar con cinco miembros cada uno. Por tanto; mando se imprima y Publique y circule y se dé el debido cumplimiento. Dado en la casa de Gobierno en el Callao a 2 de enero de 1857. firmado Ramón Castilla.

## Etimología
El nombre Sachaca proviene del idioma quechua, en el cual significa "Roca en forma de árbol".

Revisando las raíces del nombre de Sachaca encontramos que Máximo Espinoza Galarza en su obra “Topónimos de origen Quechua”, nos dice que: SACHA significa árbol, de preferencia el silvestre, árbol no cultivado, árbol que crece naturalmente, y la terminación CAJ significa el artículo en el Chinchasimi. Luego, SACHACA significa: “El árbol silvestre”.

Revisando la obra del Dr. Eloy Linares Málaga, titulada: “Centros Arqueológicos con Étimos Quechuas”, encontramos que SACHACA quiere decir arboleda, y que más bien debería decir: Sachchaqaqa, que significa: árbol de roca, o más bien, roca en forma de árbol.

## Geografía

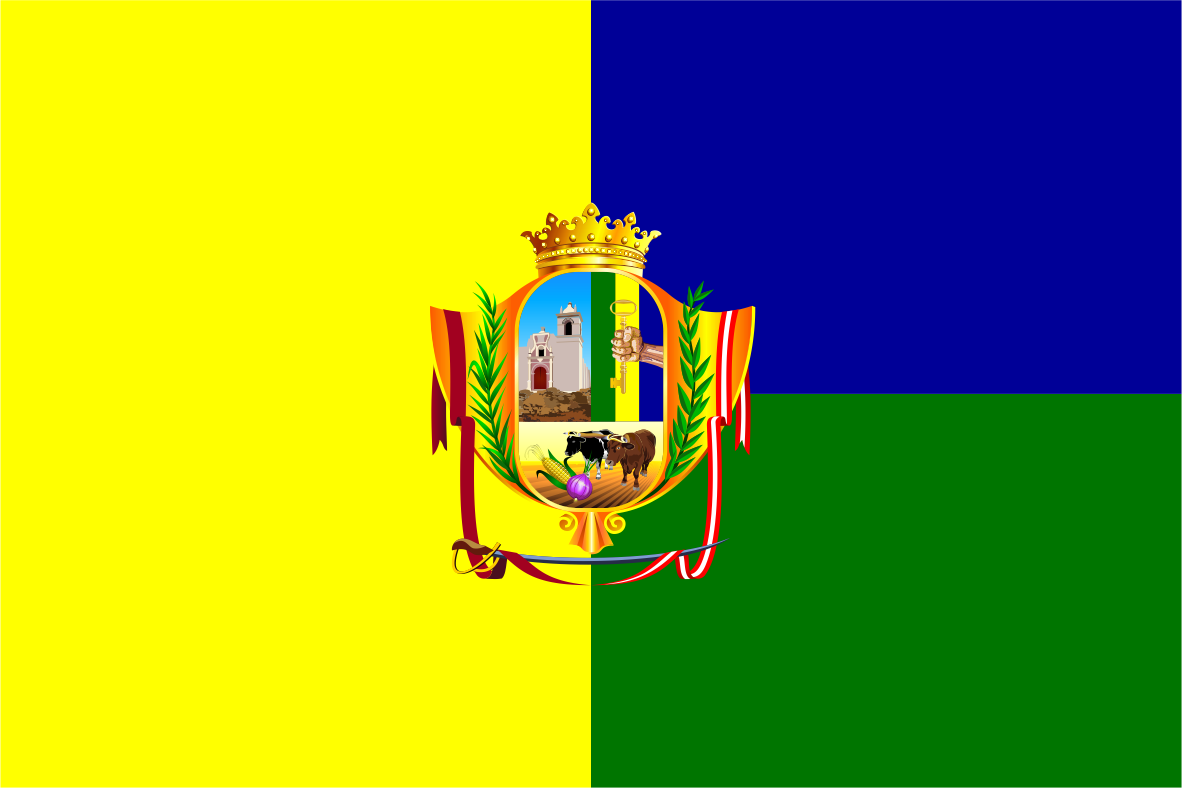

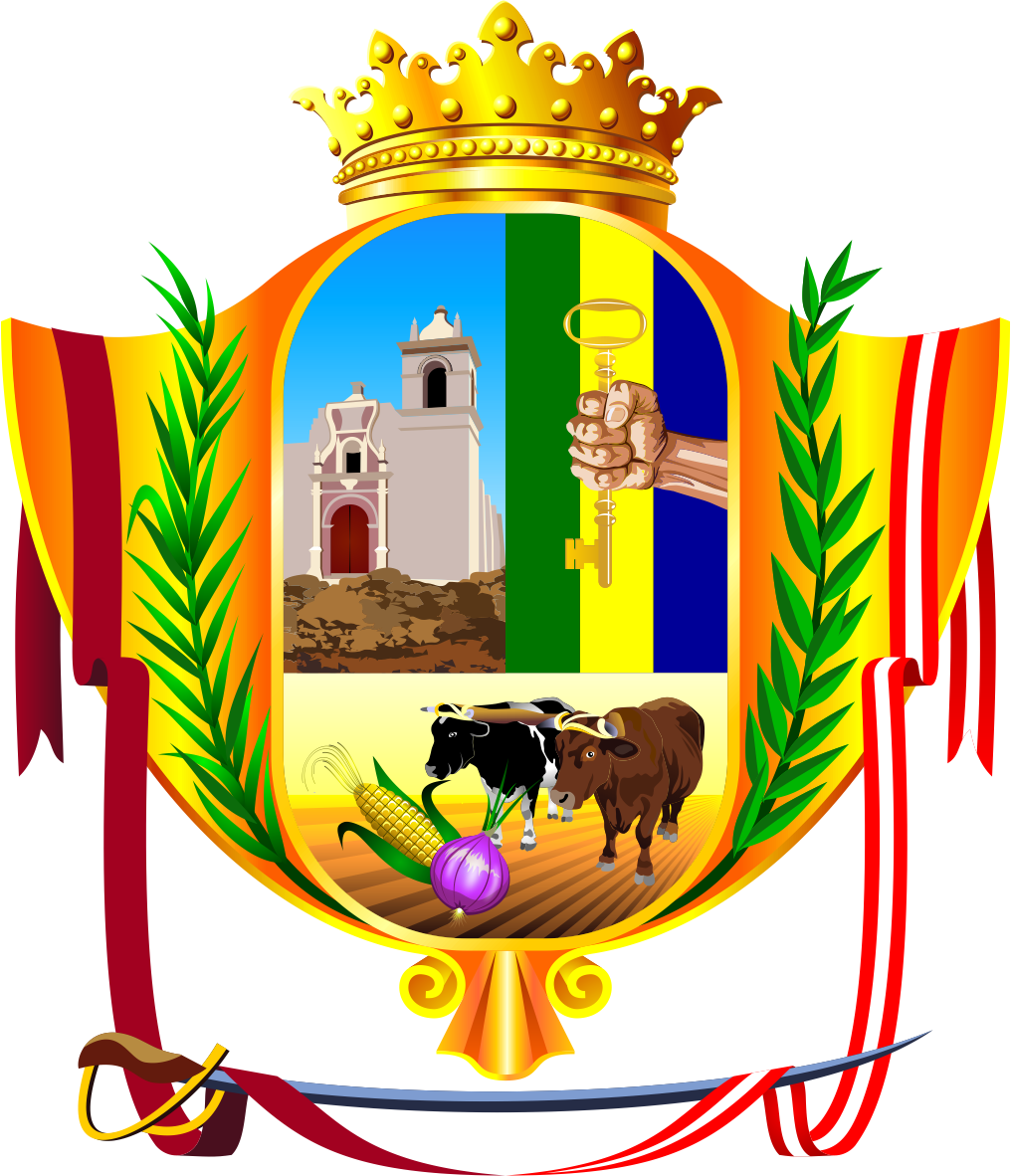

Una característica principal del pueblo tradicional de Sachaca es el monumental mirador que es uno de los principales de la provincia de Arequipa. Otra característica es la ubicación de tal distrito ya que posee una hermosa campiña.

## Localidades de Sachaca

### Huaranguillo
Que propiamente es una zona poblada de huarangos, que el urbanismo los está haciendo desaparecer, pero lo que casi no cambia es el sistema de trabajo del hombre chacarero, que le permite extraer buenas cosechas, principalmente de maíz y de cebollas. Podemos apreciar también un estanque bastante antiguo, cubierto de berros y matorrales que proporciona casi la totalidad de agua para el regadío. No está demás puntualizar que siempre Huaranguillo es considerado como un lugar de infaltables tradiciones de brujerías y aquerrales. Hace algunas décadas era difícil llegar por estos lugares, pero la pista asfaltada ha facilitado a propios y extraños para movilizarse y poder pasar unos ratos de sano esparcimiento, brindando con la chicha y los ricos picantes tradicionales de la campiña.

### Alto de amados
Es otro anexo del distrito de Sachaca, situado, tal como su nombre lo indica, en un paraje elevado con respecto a Tío, que se encuentra muy cerca. Alto de Amados es un anexo bastante progresista, pues si antes las casas eran de barro y tapial con adobes, ahora la gran mayoría son de material noble, cumpliendo con la preocupación de vivir mejor acorde a los adelantos de la arquitectura moderno.
Tiene como representación al Club Deportivo Earling Boys, que fue fundado por vecinos del mismo pueblo en los años 1947, actualmente se encuentra participando en la Primera División de Sachaca, y es manejado por jóvenes amantes del deporte.

### Pampa de camarones
Es otro anexo de Sachaca, que también encierra en sus entrañas la tradición y la vida sana de sus pobladores, que son laboriosos por demás, toda vez que tienen como base aquel centro ferial que, dicen, habían establecido fornidos arrieros que venían de los valles costeños, trayendo el riquísimo camarón y en este lugar se reunían para venderlo a los primeros pobladores y gentes que venían de otros lugares.
Uno de sus ilustres habitantes fue Don Maximiliano Talavera Valdivia, quien fue considerado el habitante más longevo del distrito de Sachaca con 103 años de edad. Falleció a la edad de 105 años, participó en la obtención de fondos y construcción del colegio del sector.
El equipo de fútbol, con más tradición, que participa en la liga de fútbol del cercado de Arequipa es el Club Deportivo León del Sur, se encuentra actualmente en segunda división.
En el sector, se encuentra el complejo deportivo Francisco Adrián Barrios Amado, que cuenta con un coliseo, cancha de fútbol, una cancha de básquet y de paleta frontón.

### Pasos del Señor
Es un lugar que se encuentra en la obra que se presenta en los cerros que separan a Sachaca de Tío. Fácilmente se deduce su nombre, y es que se debe a unas huellas de pies descalzos grabados en roca viva, incluso pueden apreciarse algunas huellas de corderillo también en la roca viva. La fe cristiana de los lugareños hace manifestar que por ahí pasó el señor arreando a sus ovejas, y para dar lugar al recogimiento, han levantado una pequeña ermita con una Cruz que es venerada en mayo, mes de festejo de las cruces.

### Sunilarca
Si hablamos de Sunilarca lo hacemos con la referencia que era una de las acequias antiquísimas y terminó dando nombre al ramo agrícola que irrigaba, y según lo dice el Dr. Galdos Rodríguez, "parece que esta acequia es la acequia antigua que llaman del Inca", según el Corregimiento Administrativo de septiembre del año 1628.

### Capistaca
Que también se encuentra en la jurisdicción actual de Sachaca. También se sabe que por venta y composición pasó a la propiedad de criollos. También se sabe que la doctrina de Tiabaya abarcaba o tenía bajo su jurisdicción a Sachaca, pero en 1776 fue creado el Distrito de la Doctrina de Sachaca por el Obispo Abad Yllana. También se sabe que Capistaca pertenecía en ese templo a Don Domingo Tristán del Pozo.

### Yanacoto
Fue un fundo que en el tiempo de la Colonia comprendía más o menos 40 topos, precisamente situado en el pago de Capistaca, lo que hace ver la importancia de esta extensión, ya que incluía varios fundos y era limítrofe con el pago de Tío.

### Tío Chico
Desde tiempos antiquísimos era un fundo de pan llevar que lindaba con los arenales del Cural y muy cerca de las Pampas Nuevas, tal como las nombran los españoles. Finalizando el siglo XIX y comenzando el XX, el Pago de Tío era un verdadero paraíso para las personas que gustaban disfrutar de riquísimas frutillas, pues siempre se distinguieron por su sabor bastante agradable.
Tío por su antigüedad y por la presencia de sus pobladores siempre se ha distinguido, pues disponían desde 1774 de una capilla que perdura a pesar de los temblores y terremotos. También tiene su prevalencia porque ha sido uno de los primeros Pagos en disponer de dos Centros Educativos, uno para varones y otro para mujeres, y los alumnos venían desde Tahuaycani, Huaranguillo, Pampa de Camarones, Alto de Amados, Pasos del Señor, Pampas Nuevas y del mismo pueblo de Sachaca.

### Chiriguana
Es otro anexo de Sachaca, caracterizándose por la producción de ricos zapallos y abundante quinua silvestre, de la cual se extraen sus hojas tiernas para preparar los ricos "loros" con "cau cau" y las "ensaladas" de Navidad. Una información importante obtenida durante los talleres es que por el intenso frío que tiene este anexo en los meses de invierno, hasta hace 35 o 40 años, se elaboraba chuño, empleando la tecnología incaica.

### Pampatay
Posiblemente lo llamaron alguna vez como Pampataype. Propiamente es una planicie agraria que abarca desde las faldas del cerro de Sachaca hasta los cerros próximos de Alata.

### Marcarani
Es otro lugar que debe tenérsele en cuenta, ya que en principio era un camino, ronda y chacra. Esta ronda servía para desplazarse desde Sachaca hasta Alata. Bastante antes de la existencia de la carretera actual colindaba precisamente con el fundo de Pampatay, que se encuentra en el oeste.

### Arancota
también puede ser considerado como toda esa planicie que se encuentra entre Sachaca y Alata. Arancota en un principio se le conocía con el nombre de "Pago de La Arancota", tal como aparece en un escrito con fecha 4 de julio de 1988 (Comunidades Prehispánicas de Guillermo Galdos Rodríguez).

### Tahuaycani
Tahuaycani proviene del idioma Aymara en el cual significa Que tiene muchacha.
Además de ser parte de un terreno comunal de 45 topos, tenía parcelas distribuidas entre muchos tributarios, también de diferentes temas comunales como muchas otras. Tahuaycani se distingue por ser un pueblo progresista en forma integral.

### Cerro de la Aparecida
Es una pequeña colina ubicada cerca al cerro de Sachaca y toma el nombre de una leyenda popular, que aduce que una mujer deambulaba por las noches, precisamente en la referida colina.

## Centros poblados

### Urbanizaciones
- Urb. Campo Verde
- Urb. Casa Campo
- Urb. Cóndor Tips
- Urb. El Buen Pastor
- Urb. El Ensueño I
- Urb. El Ensueño II
- Urb. El Palacio - I etapa
- Urb. El Palacio - II etapa
- Urb. La Planicie
- Urb. Las Condes
- Urb. Los Diamantes
- Urb. Los Sauces de Fernandini
- Urb. Quinta Montebello I
- Urb. Quinta Montebello II
- Urb. Quinta Tahuaycani
- Urb. Residencial El Dorado
- Urb. Residencial La Peña
- Urb. Residencial Monte Bello
- Urb. Residencial Tahuaycani
- Urb. Santa Fe
- Urb. Tahuaycani
- Zn. Pérez Aranibar
- Zn. Variante Uchumayo
- Zn. El Cural
- Urb. José Carlos Mariátegui II Etapa
- Urb. El Dorado

### Pueblos Tradicionales
- Pueblo Tradicional Alto de Amados
- Pueblo Tradicional Anexos
- Pueblo Tradicional Arancota
- Pueblo Tradicional Calle Cuzco
- Pueblo Tradicional Cerro La Aparecida
- Pueblo Tradicional Fernandini
- Pueblo Tradicional Huaranguillo
- Pueblo Tradicional José Antonio Taboada
- Pueblo Tradicional Los Arrayanes
- Pueblo Tradicional Marcarani
- Pueblo Tradicional Pampa de Camarones
- Pueblo Tradicional Puente Bolívar
- Pueblo Tradicional Sachaca
- Pueblo Tradicional Tahuaycani
- Pueblo Tradicional Tío Chico
- Pueblo Tradicional Tío Grande
- Pueblo Tradicional Pasos del Señor

### Pueblos Jóvenes y Asentamientos Humanos
- PP.JJ. Chiriguana
- PP.JJ. Los Ángeles de la Cruz
- PP.JJ. Pedro Vilcapaza
- PP.JJ. 23 de Junio
- PP.JJ. 28 de Julio
- PP.JJ. 7 de Junio
- PP.JJ. Alto Guadalupe Pacífico
- PP.JJ. Corazón de Jesús
- PP.JJ. Santa María de Guadalupe
- PP.JJ. Víctor Maldonado
- PP.JJ. Villa el Triunfo
- AA.HH. Ampliación Villa María del Triunfo
- AA.HH. Asociación de Vivienda Villa Esperanza del Triunfo
- AA.HH. José María Arguedas
- AA.HH. Primero de Julio
- AA.HH. Alto Arguedas
- AA.HH. San Gerónimo
- Asociación Urbanizadora Quinta Sachaca
- Asociación Provivienda Magisterial Amauta
- Asociación 11 de Septiembre
- Asociación de Vivienda José Carlos Mariátegui

- Cooperativa El Olivar

## Transporte
Las rutas de transporte masivo de pasajeros que circularán en el distrito de Sachaca son las siguientes:
| FASE OPERATIVA | FASE OPERATIVA       | FASE OPERATIVA | FASE OPERATIVA                     | FASE OPERATIVA                      |
| Cuenca         | Concesionario        | Ruta *         | Ruta *                             | Ruta *                              |
| Cuenca         | Concesionario        | Código         | Desde                              | Hasta                               |
| -------------- | -------------------- | -------------- | ---------------------------------- | ----------------------------------- |
| C - 10         | Megabus AQP S.A.C.   | A19            | La Planicie (Sachaca)              | Agricultura (J.L.B.Y.R.)            |
| C - 10         | Megabus AQP S.A.C.   | T19            | Parque Acuático de Tingo (Cercado) | Plaza Las Américas (Cerro Colorado) |
| C - 10         | Megabus AQP S.A.C.   | T20            | Villa El Triunfo (Sachaca)         | Las Begonias (J.L.B.Y.R.)           |
| C - 10         | Megabus AQP S.A.C.   | T21            | Centro de salud Tiabaya (Tiabaya)  | La Merced (Cercado)                 |
| C - 11         | Cotum Express S.A.C. | A4             | Pampa de Camarones (Sachaca)       | SENCICO (Yanahuara)                 |

* Las rutas operan en ambos sentidos.
IMPORTANTE:
- La Municipalidad Provincial de Arequipa (MPA), a través del SITransporte podrá crear rutas o extender recorridos de las rutas ya establecidas para la cobertura total del distrito.
- La tarifa del pasaje se pagará solo una vez, tendrá una duración de 59 minutos y se podrá realizar tres viajes como máximo.

## Deportes
El Distrito cuenta con el Estadio Municipal de Sachaca, el cual, es el principal escenario de la Liga Distrital de Fútbol de Sachaca, también sirve para entrenamientos del FBC Melgar, algunos encuentros del Sportivo Huracán y algunos partidos de la Liga distrital de Fútbol de Arequipa.
Entre los equipos más populares están el Unión Sachaca, Academia Municipal, Club Deportivo Earling Boys, Deportivo Wander´s como en antaño fueron Total Clean y Senati quienes llegaron a estar Incluso en la Profesional.
Otro de los equipos más populares de trayectoria y buen fútbol es el Club León del Sur del Pueblo Tradicional de Pampa de Camarones.

## Autoridades 2023 - 2026

### Municipales
- - Alcalde: RENZO ALONSO SALAS HERRERA, de MOVIMIENTO REGIONAL AREQUIPA AVANCEMOS.
  - Regidores:

  1. LANIA NINOSKA MIRANDA REINOSO MOVIMIENTO REGIONAL AREQUIPA AVANCEMOS)
  2. PERCY CHINO CARRAZCO MOVIMIENTO REGIONAL AREQUIPA AVANCEMOS)
  3. GERALDINE LIUSKA ABARCA ALPACA MOVIMIENTO REGIONAL AREQUIPA AVANCEMOS
  4. RENZO MELO ARPI ERQUINIGO MOVIMIENTO REGIONAL AREQUIPA AVANCEMOS
  5. MILTON ALONSO CHAMBI TALAVERA MOVIMIENTO REGIONAL AREQUIPA AVANCEMOS
  6. GIOVANNA SILVIA NUÑEZ CORRALES FUERZA AREQUIPEÑA
  7. ROXANA BOZA TTICA AREQUIPA, TRADICION Y FUTURO

## Autoridades  2019 - 2022

### Municipales
- 2019 - 2022[6]
  - Alcalde: Emilio Godofredo Díaz Pinto, de Acción Popular.
  - Regidores:

  1. Iván Fortunato Fernández Febres (Acción Popular)
  2. Marisol Celina Larrea Gonzáles (Acción Popular)
  3. George Enrique Hidalgo Pocco (Acción Popular)
  4. Sabino Pablo Chávez Aranibar (Arequipa Renace)
  5. Fernando Hernán Chávez Linares (Todos por el Perú)

## Festividades
- Jesús Nazareno.
- Virgen del Perpetuo Socorro.
- Santa Gertrudis.
- Virgen de Monte María. La presencia de la Virgen de Monte María se debe a que Don Adrián Díaz Vílchez en el año 1945, por razones de estudios viajó a Bolivia, en donde permaneció en la ciudad de Santa Cruz, lugar donde se venera dicha imagen, trajo consigo a esta con el mismo nombre de Monte María en el año de 1946. Justamente, en vista de que no existía una capilla en el pueblo para rendirle culto, el señor Adrián y los vecinos construyeron en los terrenos de su propiedad una gruta de piedra, siendo inaugurada oficialmente el 17 de diciembre de 1961. Gracias al apoyo de los padrinos se construyó la torre de la capilla, siendo inaugurada en diciembre de 1962.

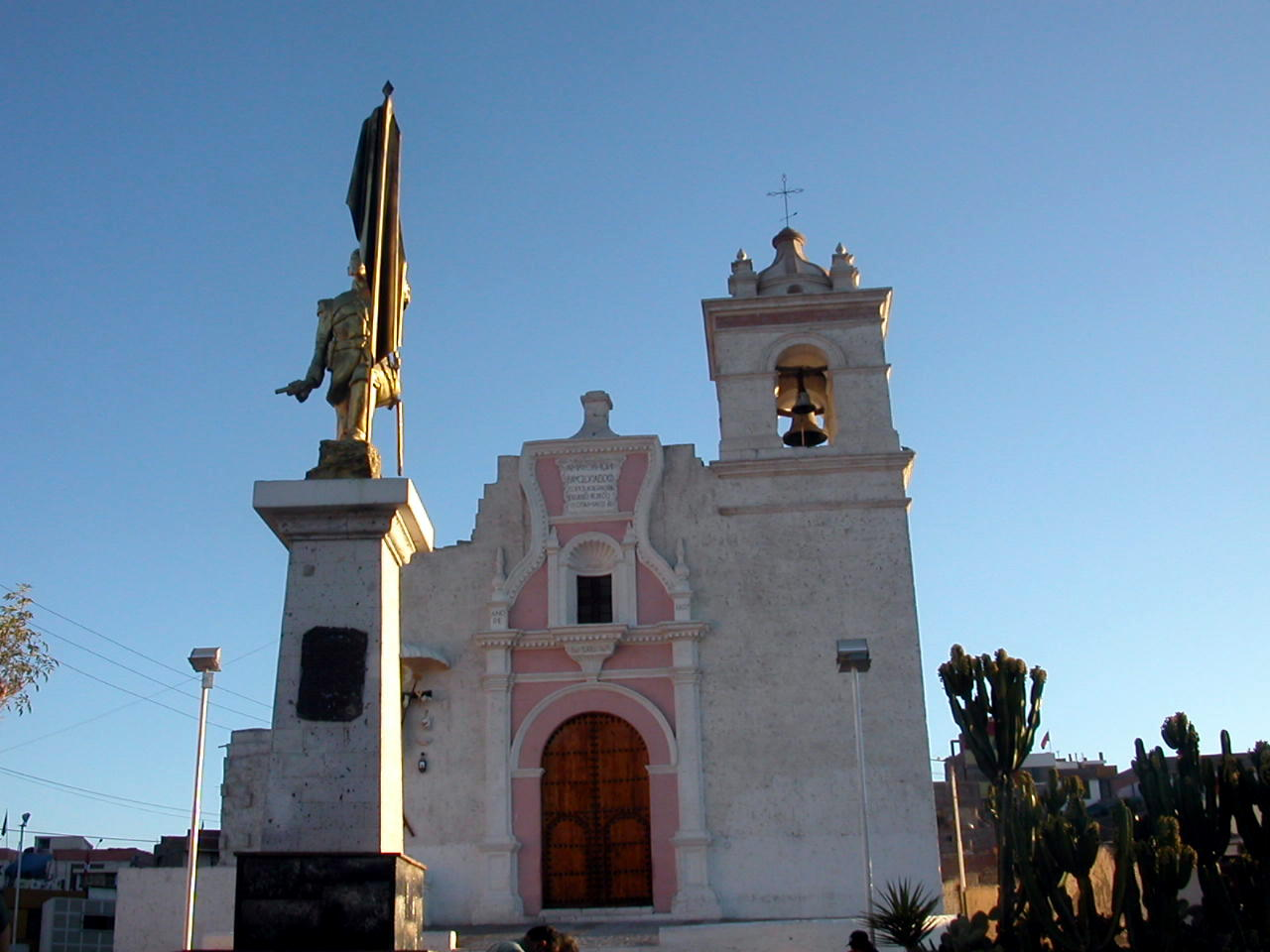
Templo Santa Gertrudis

- Santísima Cruz de Huaranguillo
- Señor de Huanca
- Virgen de Copacabana
- Virgen de Fátima
- Sagrado Corazón de Jesús